# Full Tilt! Pinball
Full Tilt! Pinball (también conocido como Pinball 95 y en su desarrollo Maelstrom) es un juego informático de simulación de pinball desarrollado por la empresa Cinematronics y publicado por Maxis en 1995. Contiene gráficas prerenderizadas en tres dimensiones y tres tableros, que son la esencia de tres juegos diferentes. Los tableros llevan el nombre de Space Cadet (Cadete Espacial), Skullduggery (Trampas) y Dragon's Keep (Cueva del Dragón). En cada tablero hay visualizadores del lado derecho que muestran a los jugadores su respectiva puntuación, el número de bola en juego, número de jugador y otras informaciones específicas de cada juego.

## Tableros

### Cadete Espacial
El tablero de Cadete Espacial introduce al jugador como miembro de una flota espacial en la cual debe completar diferentes misiones para aumentar su rango. Los jugadores tienen la posibilidad de conseguir nueve diferentes rangos (desde el menor hasta el más alto): Cadete, Alférez, Teniente, Capitán, Teniente comandante, Comandante, Comodoro, Almirante y por último, Almirante de flota. Los jugadores aceptan una misión haciendo chocar la bola contra los “blancos de misión”, los cuales permiten seleccionar una entre varias, luego deben hacer entrar la bola por la “rampa de lanzamiento”. Cada misión tiene un conjunto de cosas que el jugador debe lograr, como golpear las “rebotadores de ataque” (que son un conjunto de cuatro rebotadores ubicados en la parte superior del tablero) ocho veces (esta misión es denominada “Práctica de diana”). La misión termina ya sea cuando se cumple el objetivo, o cuando todas las luces bajo la rampa de lanzamiento (llamadas “Indicadores de combustible”) se apagan perdiendo así el progreso de la misma. Cada una de las luces de combustible se apaga tras cierto tiempo. Estas se pueden volver a encender si se hace pasar la bola por encima y todas las que se encuentran debajo se encenderán de la misma manera, no así las superiores; o de otra manera, haciendo pasar la bola por la rampa de lanzamiento (esta práctica las enciende todas una misma vez). Cuando el jugador está cerca de lograr la misión, parte de las luces azules que se encuentran circulares en el medio del tablero se encienden. Cuando todas las luces de dicho círculo se encienden (logrando completar misiones), el rango del jugador se incrementa y una luz de color naranja se enciende en el círculo más pequeño que el de luces azules. 
Este tablero originalmente fue desarrollado para el sistema operativo Microsoft Windows y venía preinstalado (originalmente cuando se instalaba el complemento Windows 95 Plus!) y se llamó 3D Pinball for Windows - Space Cadet (en español: 3D Pinball para Windows: Cadete Espacial, aunque también se le denomina 3D Pinball, Windows Pinball o solamente Pinball). La resolución en este paquete es considerablemente menor al original, la imagen derecha es un Cadete dibujado en Pixelart en bidimensional en comparación a la de Full Tilt! que es una gráfica tridimensional prerrenderizada. Asimismo, la imagen de carga (Splash Screen) de la aplicación muestra las palabras 3D Pinball y una pequeña imagen del juego con bordes difuminados. El paquete original posee mejores animaciones, opción a diferentes resoluciones y música y sonidos extra. La música en el paquete para Windows no está activada por defecto.
Windows XP es la última versión de este sistema operativo que contiene el paquete de Full Tilt! Pinball, porque desde Windows Vista y Windows 7 y Subsecuentes se ha eliminado por un problema de las colisiones en las máquinas de x64, aunque el mismo puede ser descargado desde Internet. (aquí en inglés) y funciona en x86 y x64.

### Skullduggery
La mesa "Skullduggery" muestra una caza del tesoro donde el jugador debe encontrar el botín del pirata Peg Leg. El jugador puede lograr esto de dos formas: recobrando partes de un mapa de tesoro o activando y completando una serie de minijuegos sobre la mesa llamados modos. Los modos se parecen a misiones y búsquedas de otras dos mesas. Los minijuegos son todos temáticos de piratas, como batallas de barco, luchas de taberna,evitar el Triángulo de las Bermudas, motines y luchas de espada.

### Dragon's Keep
"Dragon's Keep" posee un ambiente de ficción donde los jugadores deben lograr varias búsquedas, conduciendo a la muerte de un dragón. El jugador toma una serie de búsquedas para matarlo. Las búsquedas incluyen "Dragon Hoard" (robo del tesoro), "Fire Lizard Attack" (derrotar el lagarto de fuego), "Rescue Maiden" (rescatar a la doncella en apuros), "Dragon Pass" (encontrar el camino a la guarida del dragón), "Wizard's Fury" y "Slay Dragon". El jugador puede adquirir premios como magia, armas y armaduras. Mientras las armas simplemente añaden puntos, las armaduras y la magia temporalmente abren varias puertas, imanes y tolvas sobre la mesa para cambiar el estilo de juego.